# El jardín de las delicias
El jardín de las delicias és una pel·lícula del realitzador espanyol Carlos Saura estrenada en 1970.

## Trama
Antonio Cano, un industrial d'uns 45 anys que ha prosperat gràcies al negoci de la construcció, sofreix un accident en companyia de la seva amant. Queda impedit en una cadira de rodes i perd la memòria. El seu pare, la seva dona i els seus fills representen davant ell escenes de la seva vida passada, amb l'esperança de recuperar la caixa forta familiar i del compte corrent a Suïssa.
Així, al costat dels ensomnis del protagonista desfilen els seus fantasmes: el domini patern i la fèrula materna, el desig encès per una tia sensual, l'educació religiosa que la República va interrompre, la guerra civil i la mort de la mare, la seva urgència per desplaçar al pare al capdavant de l'empresa, el refugi en una amant fugint de les frustracions conjugals, el conflicte generacional amb els fills, la seva tirania com a cap...
Però tots els esforços de la família per vèncer la seva apatia mental resulten inútils. Més aviat es veuran arrossegats al mateix joc en la significativa escena que tanca el film: al jardí on Antonio té les seves evocacions i al·lucinacions, totes les seves comparses l'acompanyen en cadires de rodes als concordes d'una música medieval.

## Repartiment
- José Luis López Vázquez	- Antonio
- Luchy Soto - Luchy
- Francisco Pierrá - Don Pedro
- Esperanza Roy	- Nicole
- Antonio Acebal
- Alberto Alonso -	Tony
- Eduardo Calvo
- Antonio Canal	 - Amic 3
- Lina Canalejas - 	Tía
- Roberto Cruz
- Ignacio de Paúl
- Luisa Fernanda Gaona
- José Nieto	-	Amic 1
- Yamil Omar
- Mayrata O'Wisiedo - Infermera
- Julia Peña - Julia
- Luis Peña - Amic
- Marisa Porcel

## Premis
Medalles del Cercle d'Escriptors Cinematogràfics
| Categoria                   | Nominats         | Resultat  |
| --------------------------- | ---------------- | --------- |
| Millor actor de repartiment | Francisco Pierrá | Guanyador |
| Millor fotografia           | Luis Cuadrado    | Guanyador |

Premis Sant Jordi
| Categoria                   | Nominats                  | Resultat   |
| --------------------------- | ------------------------- | ---------- |
| Millor pel·lícula espanyola | El jardín de las delicias | Guanyadora |